# Syngrapha alias
Syngrapha alias là một loài bướm đêm trong họ Noctuidae.

## Hình ảnh

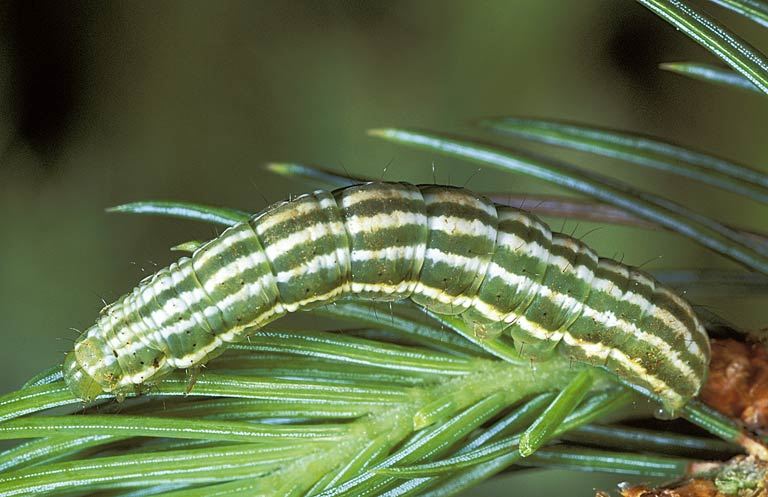